# Esolus berthelemyi
Esolus berthelemyi là một loài bọ cánh cứng trong họ Elmidae. Loài này được Olmi miêu tả khoa học năm 1975.